# Matteo Luigi Bianchi
Matteo Luigi Bianchi (Milano, 19 agosto 1979) è un politico italiano, deputato per la Lega dal 2018 fino alla fine della XVIII legislatura.

## Biografia

### Gli inizi
Iscritto alla Lega Nord di Umberto Bossi nel 1995, comincia l'attività amministrativa a Morazzone, in provincia di Varese, come consigliere comunale all'età di 19 anni. In tale ambito si fa promotore di un progetto denominato "bonus bebè", per affrontare il problema del calo delle nascite.

### Sindaco di Morazzone
Dopo aver ricoperto la carica di assessore alla cultura dal 2004, l'8 giugno 2009 viene eletto sindaco di Morazzone; dopo quattro mesi ottiene una certa visibilità a livello nazionale a causa di una querelle (con strascichi legali) col critico d'arte Vittorio Sgarbi, che lo accusa attraverso il programma televisivo "Striscia la notizia" di non aver adeguatamente ostacolato l'abbattimento di una villa in stile Liberty nel comune amministrato.
Bianchi comincia quindi ad assumere una posizione egemone nella Lega Nord a livello locale, diventandone segretario provinciale di Varese nell'ottobre 2012, nel periodo in cui il partito venne guidato da Roberto Maroni. Rimane in carica anche quando alla guida della Lega subentra Matteo Salvini, sino al 15 marzo del 2021.
Nel maggio 2014 viene rieletto sindaco con il 77% dei consensi e dal gennaio del 2015 è membro del Comitato europeo delle regioni a Bruxelles, organismo permanente dell’Unione europea che tratta di tematiche connesse alle autonomie locali in Europa, sino a diventarne Vicepresidente nel febbraio del 2025.
Si avvicina attivamente all'Associazione Nazionale Comuni Italiani (ANCI) nel 2012, che dopo un percorso di impegno interno lo porta a diventare nel 2017 uno dei vicepresidenti nazionali, mantenendo tale carica sino all'ottobre del 2020.
Nel 2019 è eletto nuovamente consigliere comunale di Morazzone, ma lascia la carica il 30 luglio 2021.
Nel giugno del 2024, ritorna a ricoprire il ruolo di assessore, questa volta al territorio, nel suo comune di origine

### Elezione a deputato
Alle elezioni politiche del 2018 viene candidato nel collegio uninominale di Gallarate per la Camera dei Deputati, per la coalizione di centro-destra in quota Lega, e viene eletto deputato della XVIII legislatura con il 49,29% dei voti contro il candidato del Movimento 5 Stelle Alessandra Viola (23,13%) e del centro-sinistra, in quota Partito Democratico, Rosalba Folino (21,73%). A Montecitorio aderisce al gruppo parlamentare della Lega - Salvini Premier ed è nominato prima segretario e poi vicepresidente della 14ª Commissione che tratta di Politiche dell'Unione europea e membro della Delegazione parlamentare presso la NATO, dove ricopre la carica di vicepresidente della sottocommissione transizione e sviluppo, carica che mantiene fino al 15 ottobre 2020 quando gli succede Giancarlo Giorgetti. 
L'8 giugno 2021 viene nominato dal Presidente della Camera dei Deputati Roberto Fico membro della Conferenza sul Futuro dell'Europa in rappresentanza del Parlamento Italiano.
È primo firmatario di alcune proposte di legge relativamente a materie fiscali, tra cui la creazione di un regime incentivante per i lavoratori nelle aree di confine oltre che promotore con il collega Alex Bazzaro di una proposta normativa per la tutela e il riconoscimento degli idiomi in via di estinzione presenti nel Libro Rosso Unesco delle lingue in pericolo.
È consigliere della Fondazione Italia USA.
È promotore dell'Intergruppo parlamentare di amicizia Italia-Svizzera e dal 7 febbraio 2019 è presidente della sezione bilaterale di amicizia Italia-Slovenia.
Termina l'esperienza da Deputato dopo essere stato ricandidato alle elezioni del 25 settembre 2022 in posizione di rincalzo nel collegio plurinominale di Varese.   

### Candidatura a sindaco di Varese
A seguito della rinuncia di Roberto Maroni, per motivi di salute, a partecipare alle elezioni amministrative del 2021 per la carica a sindaco di Varese, il 30 giugno 2021 Bianchi annuncia la sua candidatura a primo cittadino di Varese in rappresentanza di una coalizione di centro-destra formata da Lega, Fratelli d’Italia, Forza Italia-Noi con l'Italia-Popolo della Famiglia e le liste civiche "Per una grande Varese" e "Varese Ideale". Dopo il 44,9% del primo turno, al ballottaggio non va oltre il 46,8% contro il sindaco uscente Davide Galimberti (riconfermato col 53,20%).

### Esperienza manageriale
Ad aprile del 2023, comincia l'esperienza di manager venendo nominato dalla Presidenza del Consiglio dei Ministri, su indicazione del Ministero dell'Economia e Finanze, nel board della Società Italiana per Azioni Traforo del Monte Bianco.
Dal marzo del 2025 è Vice Segretario Aggiunto di ANCI Lombardia.

## Vita privata
È un appassionato di hockey su ghiaccio, dopo aver svolto la carriera da giocatore ha intrapreso il percorso sportivo come arbitro. È stato inoltre per tre anni allenatore dell'"Armata Brancaleone", formazione di hockey su slittino e disciplina paralimpica.